# 趙緯
趙緯（14世紀—1425年），字大經，湖廣荊州府監利縣人，明朝政治人物。

## 生平
趙緯是洪武二十九年（1396年）丙子科湖廣鄉試舉人，授大興教諭，靖難之役時留守北平，永樂三年（1405年）授禮科給事中，後因事謫為思南宣慰司教授，七年（1409年）以守城功復職，十五年（1417年）陞四川按察司副使，調浙江按察司副使，曾因奏對忤逆太子朱高熾，二十二年（1424年）太子即位為明仁宗，他入覲時被謫為嘉興典史，洪熙元年（1425年）去世，明仁宗憐惜其忠直，賜祭葬。

## 引用
1. 1 2  同治《監利縣志·卷十·人物志》：趙緯，字大經，初為大興教諭，靖難時留守北下，永樂中厯禮科給事、四川按察副使，以言事調浙江，先是仁宗在東宮，緯奏對嘗忤旨，及帝即位入覲，補嘉興典史，尋沒，後仁宗憐其忠，敕祭葬。 以上本府志
2. ↑  同治《監利縣志·卷九·選舉志》：明舉人……洪武二十九年丙子 趙緯 有傳
3. ↑  《明太宗文皇帝實錄·卷四十三》：（永樂三年六月）乙酉擢大興縣儒學教諭趙緯為禮科給事中……
4. ↑  《明太宗文皇帝實錄·卷九十二》：（永樂七年五月己丑）復以趙緯為禮科給事中，初緯為大興縣儒學教諭，陞給事中坐事降思南宣慰司儒學教授，至是以守城功召還復職。
5. ↑  《明太宗文皇帝實錄·卷一百九十二》：（永樂十五年九月戊午）陞……禮科給事中趙緯為四川按察司副使……
6. ↑  《明實錄附錄·明仁宗寶訓·卷二·退不肖》：（永樂二十二年）十一月壬午降浙江按察副使趙緯為嘉興縣典史，初緯為禮科給事中務，掇拾人過失以希進擢，至是來朝，上曰：「此人尚在耶？懷蛇蝎之心，豈可復置當道？」故有是命。